# Dalaba
Dalaba är en prefekturhuvudort i Guinea.   Den ligger i prefekturen Dalaba och regionen Mamou Region, i den västra delen av landet, 200 km nordost om huvudstaden Conakry. Dalaba ligger 1 191 meter över havet och antalet invånare är 7 036.
Terrängen runt Dalaba är kuperad åt sydväst, men åt nordost är den platt. Runt Dalaba är det ganska glesbefolkat, med 39 invånare per kvadratkilometer. Det finns inga andra samhällen i närheten. Omgivningarna runt Dalaba är en mosaik av jordbruksmark och naturlig växtlighet.